# Johnny "Guitar" Watson
Johnny Watson, detto Guitar (Houston, 3 febbraio 1935 – Yokohama, 17 maggio 1996), è stato un chitarrista e cantante statunitense di genere blues rock, soul e funk.

## Biografia

### La giovinezza
John Watson Jr nasce a Houston, in una famiglia di musicisti; il padre, pianista, insegna musica al figlio che, durante l'adolescenza, si appassiona alla chitarra. In particolare è immediatamente attratto dal suono della chitarra elettrica di altri famosi chitarristi Texani: T-Bone Walker e Clarence "Gatemouth" Brown.
Anche suo nonno, un predicatore, era un musicista. Quando Johnny aveva 11 anni il nonno si offrì di regalargli una chitarra se, e solo se, il ragazzo non avesse suonato niente della "musica del diavolo", il Blues. Watson accettò, ma il blues fu la prima cosa che suonò.
Nel 1950 i genitori divorziano e John si trasferisce con la madre a Los Angeles, dove debutta sul palcoscenico, vincendo diversi talent show locali. Ciò portò al suo ingaggio, ancora adolescente, nelle band di Chuck Higgins e Amos Milburn. Lavorò come cantante, pianista e chitarrista.
Rapidamente si fece un nome nella scena Afro-Americana della West Coast, dove veniva soprannominato "Young John Watson" fino al 1954. Quell'anno vide il film di Joan Crawford Johnny Guitar, e trovò il suo nuovo soprannome d'arte.

### La carriera musicale
Il suo primo album Gangster of Love fu pubblicato nel 1957 per la Keen Records. Non fu particolarmente apprezzato all'epoca. La title song in particolare fu considerata troppo veloce, troppo sporca e troppo arguta, specialmente se comparata con quelle degli allora re del Blues Muddy Waters e Howlin' Wolf.
Tuttavia Watson fu un pioniere della chitarra e in seguito influenzò un'intera generazione di chitarristi. Per esempio Frank Zappa citò Watson come uno dei suoi chitarristi preferiti di tutti i tempi.
Partecipò a diversi tour e album di altri artisti, suoi amici, come Larry Williams, Little Richard, Don & Dewey, The Olympics, Johnny Otis e, nella metà degli anni '70, lavorò con David Axelrod.
Ma visto che la popolarità del blues calò e arrivò l'era della musica soul, negli anni '60 Watson si trasformò, da cantante blues divenne un cantante soul.
Non si fece mancare niente: denti d'oro, cappelli larghi, vestiti spaziali, occhiali da sole e l'ostentazione di gioielli vari fecero di lui una delle più importanti figure del funk della West Coast.
Egli modificò il suo suono di conseguenza. I suoi LP Ain't That a Bitch e Real Mother For Ya furono delle pietre miliari della scena funk degli anni '70.
Telephone Bill (del disco Love Jones del 1980) presenta un testo complesso e veloce che anticipa la musica rap. I suoi seguenti LP svilupparono e resero popolare il moderno computer sound.

### Carriera recente
La morte violenta del suo amico Larry Williams nel 1980 e altri problemi personali, portarono Watson lontano dai palcoscenici degli anni '80.
Tuttavia una serie di apparizioni in Francia lo portarono ad essere conosciuto come il "Padrino del Funk".
La pubblicazione del suo album "Bow Bow" nel 1994, portò a Watson visibilità e successo commerciale. L'album ricevette una nomination ai Grammy, e un'analisi retrospettiva dei suoi lavori lo portò a essere acclamato dalla critica.
Nel 1995 ricevette un "Pioneer Award" dalla Rhythm & Blues Foundation
Fece una apparizione come ospite nell'album "A Man Amongst Men" di Bo Diddley, del 1996, suonando il vocoder nella canzone "I Can't Stand It" e cantando in "Bo Diddley Is Crazy".
La sua musica è stata campionata da molti artisti, come: Redman, Ice Cube, Eazy-E, Snoop Dogg, Dr. Dre, Jay-Z, e Mary J. Blige.

### Decesso
Watson morì sul palco il 17 maggio del 1996, mentre si trovava in tour a Yokohama, Giappone.
Secondo quanto riferito dai testimoni, collassò nel mezzo di un assolo di chitarra. Le sue ultime parole furono ain't that a bitch, probabilmente in riferimento alla sua omonima canzone Ain't that a Bitch.
È sepolto al Forest Lawn Memorial Park Cemetery di Glendale, California.

### Influenze
Watson, riconosciuto "maestro" della chitarra Fender Stratocaster, è stato paragonato a Jimi Hendrix, ma questo paragone gli risultò sempre irritante.
Frank Zappa affermò che "La canzone di Watson Three Hours Past Midnight mi ispirò a diventare un chitarrista". Watson contribuì a diversi album di Zappa: One Size Fits All (1975), Them or Us (1984), Thing-Fish (1984) and Frank Zappa Meets the Mothers of Prevention (1985). Zappa inoltre affermò in un'intervista del 1979 che Three Hours Past Midnight era la sua canzone preferita. La sua voce nella canzone In France di Zappa è considerata un capolavoro da molti.
Sly Stone fu influenzato da Watson nella giovinezza, ed in seguito divennero amici.
Jimmie Vaughan, fratello di Stevie Ray Vaughan affermò: "Quando io e mio fratello crescevamo in Dallas, osannavamo pochi chitarristi. Eravamo molto selettivi e molto critici. Johnny 'Guitar' Watson era il primo della lista, assieme a Freddie, Albert e B.B. King. Ha fatto magie."
L'album Backspacer dei Pearl Jam include una canzone chiamata Johnny Guitar. La canzone è stata ispirata da una copertina di un album di Johnny appeso al muro.

## Discografia

### Album
- 1957 Gangster of Love
- 1963 I Cried for You (Cadet 4056) [Johnny Watson: piano]
- 1963 Johnny Guitar Watson [King]
- 1964 The Blues Soul of Johnny Guitar Watson
- 1965 Larry Williams Show with Johnny Guitar Watson
- 1967 Bad
- 1967 In the Fats Bag
- 1967 Two for the Price of One
- 1973 Listen (Fantasy 9437)
- 1975 I Don't Want to Be A Lone Ranger (Fantasy 9484)
- 1975 The Gangster Is Back
- 1976 Ain't That a Bitch (DJM 3)
- 1976 Captured Live
- 1977 A Real Mother for Ya
- 1977 Funk Beyond the Call of Duty (DJM 714)
- 1978 Giant (DJM 19)
- 1978 Gettin' Down with Johnny "Guitar" Watson
- 1979 What the Hell Is This? (DJM 24)
- 1980 Love Jones
- 1981 Johnny "Guitar" Watson and the Family Clone
- 1982 That's What Time It Is
- 1984 Strike on Computers
- 1985 Hit the Highway
- 1986 3 Hours Past Midnight
- 1992 Plays Misty
- 1994 Bow Wow (Wilma 71007)

### Singoli
- 1962 cuttin' in (King 5579) [French cover: Johnny Hallyday: excuse-moi partenaire]
- 1973 Like Not Your Man / You Bring Love (Fantasy#721)
- 1975 It's Too Late / Tripping (Fantasy#752)
- 1976 Ain't That A Bitch / Won't You Forgive Me Baby (DJM#1020)
- 1976 I Need It / Since I Met You Baby
- 1976 Superman Lover / We're No Exception
- 1977 A Real Mother For Ya / Nothing Left To Be Desired (DJM#1024)
- 1977 Lover Jones / Tarzan (DJM#1029)
- 1977 It's A Damn Shame / Love That Will Not Die (DJM#1034)
- 1977 The Real Deal / Tarzan
- 1978 Gangster Of Love / Guitar Disco (DJM#1101)
- 1978 Master Funk / The Institute
- 1978 Miss Frisco (Queen Of The Disco) / Tu Jours Amour
- 1978 I Need It / Superman Lover
- 1979 What The Hell Is This? / Can You Handle It (DJM#1106)
- ???? Soul Food / I'd Rather Be Your Baby (Okeh#7290)
- ???? Big Bad Wolf / You Can Stay (Magnum#726)
- ???? Ain't Gonna Move / Baby Don't Leave (Jowat#118)
- ???? Johnny Guitar / Untouchable (Arvee#5016)

## Biografia
- The Gangster of Love - Johnny "Guitar" Watson: Performer, Preacher, Pimp (2009) Vincent Bakker